# Jean-Pierre Ferté
Pour les personnes ayant le même patronyme, voir Ferté.
Jean-Pierre Ferté, né le 4 octobre 1736 à Quennevières, près de Moulin-sous-Touvent en Picardie et mort le 9 août 1807 à Acy, est un député du tiers-état aux États généraux de 1789, puis député à l'Assemblée constituante.

## Biographie
Né en 1736, Jean-Pierre Ferté est un fils de Toussaint Ferté, receveur, et de Marie-Anne Toupet.
Il est laboureur à Acy, propriétaire de la ferme du Pavillon, et fermier des terres environnantes. Il est qualifié de « riche laboureur ».
Le 19 mars 1789, Jean-Pierre Ferté est élu député aux États généraux par le tiers-état du bailliage de Soissons, avec 206 voix sur 290 votants, soit 71 % des voix. Ferté vote avec la majorité de l'Assemblée constituante, sans prendre la parole à la tribune.
Sa vie publique prend fin le 30 septembre 1791, à la fin de la session de l'Assemblée.

## Sources bibliographiques
- « Ferté (Jean-Pierre) », dans Adolphe Robert et Gaston Cougny, Dictionnaire des parlementaires français, Edgar Bourloton, 1889-1891 [détail de l’édition] [texte sur Sycomore].